# Кохановка (Кировоградская область)
Кохановка (укр. Коханівка) — село в Субботцевской сельской общине Кропивницкого района Кировоградской области Украины.
До 2020 года входило в Знаменский район
Население по переписи 2001 года составляло 190 человек. Почтовый индекс — 27445. Телефонный код — 5233. Занимает площадь 0,596 км². Код КОАТУУ — 3522286303.